# 軟鰭四鬚魮
軟鰭四鬚魮又名軟鰭新光唇魚（学名：Neolissochilus benasi）为輻鰭魚綱鯉形目鲤科的其中一種，分布於亞洲中國西南部及越南，體長可達17.4公分，棲息在中底層水域。